# Kỳ giông Trung Quốc
Hynobius chinensis là một loài kỳ giông thuộc họ Hynobiidae.
Đây là loài đặc hữu của Trung Quốc.
Môi trường sống tự nhiên của chúng là rừng ẩm vùng đất thấp nhiệt đới hoặc cận nhiệt đới, sông ngòi, đầm nước ngọt, suối nước ngọt, và đất canh tác.
Chúng hiện đang bị đe dọa vì mất môi trường sống.